# Denis Alexandrowitsch Kornilow
Denis Alexandrowitsch Kornilow (russisch Дени́с Алекса́ндрович Корни́лов; engl. Transkription Denis Kornilov; * 17. August 1986 in Gorki, Russische SFSR, Sowjetunion) ist ein russischer Skispringer. Er wurde bei der Winter-Universiade 2007 im italienischen Pragelato Studentenweltmeister.

## Werdegang
Denis Kornilow gab sein internationales Debüt in der Saison 2002/03 bei Continental-Cup-Springen. Bei seinen ersten beiden Starts in dieser Saison verpasste er als 46. in Liberec und 44. in Engelberg aber die Punkteränge. Bei den Nordischen Junioren-Skiweltmeisterschaften 2003 im schwedischen Sollefteå belegte er den 58. Platz im Einzel.
Bei den russischen Sommer-Meisterschaften im September 2003 wurde Kornilow erst russischer Juniorenmeister im Einzel und im Team, ehe er auch bei den Herren im Alter von 17 Jahren den Meistertitel gewinnen konnte. International machte Kornilow wenige Wochen später im November auf sich aufmerksam, als er im Training für das Weltcup-Springen im finnischen Ruka regelmäßig große Weiten erzielte. Damals war der Junior noch kaum bekannt, weshalb diese Leistungen bei der internationalen Konkurrenz für Erstaunen sorgte. Da er bis zu diesem Zeitpunkt noch keine Continental-Cup-Punkte geholt hatte, hatte er keine Starterlaubnis für das Weltcupspringen und konnte daher die Trainingssprünge zunächst nicht im Wettkampf bestätigen. Am 14. Dezember 2004 holte er schließlich als Sechster in Lillehammer seine ersten COC-Punkte. Eine Woche später folgte dann am 20. Dezember sein Debüt im Weltcup in Engelberg. Als 18. holte er auf Anhieb seine ersten Weltcuppunkte. Bei den Nordischen Junioren-Skiweltmeisterschaften im Februar 2004 im norwegischen Stryn belegte er den 31. Platz im Einzel und den zehnten Rang mit der russischen Mannschaft. Noch selben Monat gehörte er in seiner ersten Weltcup-Saison zum Aufgebot bei der Skiflug-Weltmeisterschaft in Planica. Dabei wurde er 27. im Einzel und Siebter im Mannschaftsspringen. Im Sommer 2004 debütierte er im Sommer-Grand-Prix. Bei zwei Einsätzen im Team und einem Einzelstart verpasste er jeweils noch die Punkteränge. Bei den Nordischen Skiweltmeisterschaften 2005 in Oberstdorf belegte er in den Einzelwettbewerben die Plätze 39 auf der Normal- und 26 auf der Großschanze. Mit der russischen Mannschaft wurde er Fünfter auf der Normal- und Sechster auf der Großschanze. Am 31. August 2005 holte er als 20. in Predazzo seine ersten Grand-Prix-Punkte. Bei der Skiflug-Weltmeisterschaft 2006 am Kulm belegte er den 39. Rang im Einzel und den siebten Rang im Team. Bei seinen ersten Olympischen Winterspielen 2006 in Turin erreichte mit den Plätzen 34 auf der Normal- und 33 auf der Großschanze keine Finalteilnahme im Einzel. Mit dem russischen Team erreichte er den Finaldurchgang und belegte den achten Platz.
Kornilow kam in der Saison 2006/07 in der erweiterten Weltspitze an. Mit wachsender Beständigkeit erreichte er Platzierungen in den Top 20 im Weltcup. Seine bis dahin beste Platzierung im Weltcup erreichte er am 13. März 2007 in Kuopio als Fünfter. Im Gesamtweltcup erreichte er mit Rang 19 sein bis dato bestes Abschneiden. Seinen größten Saisonerfolg errang er bei der Winter-Universiade 2007, als er Gold von der Großschanze und Bronze von der Normalschanze gewann. Bei den Nordischen Skiweltmeisterschaften 2007 in Sapporo belegte er in den Einzelwettbewerben die Plätze 23 auf der Normal- und 47 auf der Großschanze. Mit der russischen Mannschaft wurde er Sechster auf der Großschanze. Am 6. Januar 2008 in Bischofshofen und am 3. Februar 2008 in Sapporo konnte er mit zwei weiteren fünften Plätzen seine beste Einzelplatzierung im Weltcup einstellen. Bei der Skiflug-Weltmeisterschaft 2008 in Oberstdorf belegte er den 26. Rang im Einzel und den fünften Rang im Team.
Bei den russischen Meisterschaften 2009 sprang er im Einzel hinter Ilja Rosljakow auf den zweiten Rang. Bei den Nordischen Skiweltmeisterschaften 2009 in Liberec belegte er in den Einzelwettbewerben die Plätze 20 auf der Normal- und 22 auf der Großschanze. Mit der russischen Mannschaft wurde er Neunter auf der Großschanze. Am 21. März 2009 erzielte er als Dritter im Mannschaftsspringen in Planica seine erste Podestplatzierung im Weltcup.
Im Sommer 2009 sprang Kornilow sehr erfolgreich im Sommer-Grand-Prix. Am 9. August erreichte er als Dritter in Hinterzarten seine erste Grand-Prix-Podestplatzierung. Er sprang über den gesamten Sommer konstant in die Top Ten und landete mit 293 Punkten auf dem vierten Rang in der Gesamtwertung. Damit erzielte er seine bis dahin beste Platzierung. Bei den Olympischen Winterspielen 2010 in Vancouver erreichte er im Springen von der Normalschanze den 26. Platz und von der Großschanze den 35. Platz. Mit der russischen Mannschaft belegte er den zehnten Rang. Bei den Nordischen Skiweltmeisterschaften 2011 in Oslo belegte er in den Einzelwettbewerben die Plätze 16 auf der Normal- und 32 auf der Großschanze. Mit der russischen Mannschaft wurde er Neunter sowohl auf der Normal- als auch auf der Großschanze.
Bei den russischen Meisterschaften 2011, die am 13. und 14. Oktober im kasachischen Almaty ausgetragen wurden, gewann er auf der Großschanze die Silbermedaille hinter Anton Kalinitschenko, während es auf der Normalschanze lediglich zu Rang fünf reichte. Bei der Skiflug-Weltmeisterschaft 2012 in Vikersund belegte er den 22. Rang im Einzel und den neunten Rang im Team. Ende März 2012 musste Kornilow am Meniskus operiert werden, nachdem er beim Training der russischen Meisterschaften starke Schmerzen verspürt hatte. Der Eingriff wurde in Deutschland durchgeführt.
Bei den Nordischen Skiweltmeisterschaften 2013 in Val di Fiemme wurde er in der Qualifikation auf der Normalschanze disqualifiziert und belegte im Einzelwettbewerb auf der Großschanze den 32. Platz. Mit der russischen Mannschaft wurde er sowohl Neunter im erstmals ausgetragenen Mixed-Teamwettbewerb als auch im Teamwettbewerb auf der Großschanze. Bei seinen dritten Olympischen Winterspielen 2014 in Sotschi in seinem Heimatland schied er in den Einzelwettbewerben als 48. von der Normalschanze und 31. von der Großschanze im ersten Durchgang aus. Auch mit der russischen Equipe verpasste er mit Rang neun den Finaldurchgang. Bei der Skiflug-Weltmeisterschaft 2014 in Harrachov belegte er den 35. Rang im Einzel. Bei den Nordischen Skiweltmeisterschaften 2015 in Falun wurde er nur in den Wettbewerben auf der Großschanze eingesetzt. Er wurde 27. im Einzel und Siebter mit der russischen Mannschaft. Bei der Skiflug-Weltmeisterschaft 2016 am Kulm belegte er den 29. Rang im Einzel und den achten Rang im Team.
Im Februar 2017 nahm er in Lahti bereits zum siebten Mal an den Nordischen Skiweltmeisterschaften teil. Dabei belegte er in beiden Einzelwettbewerben den 29. Platz. Im Mixed-Teamwettbewerb wurde er Sechster und mit der russischen Mannschaft wurde er Neunter auf der Großschanze.
Beim Sommer-Grand-Prix 2017 erreichte Kornilow als jeweils Dritter in Courchevel und Tschaikowski seine zweite und dritte Einzel-Podestplatzierung im Grand Prix, nachdem er seine erste bereits im Jahre 2009 erreicht hatte. Zum Auftakt der Saison 2017/18 stürzte er im Teamwettbewerb in Wisła bei der Landung schwer, zog sich aber keine schweren Verletzungen zu. Bei der Skiflug-Weltmeisterschaft 2018 in Oberstdorf belegte er den 19. Rang im Einzel und den siebten Rang im Team. Bei seinen vierten Olympischen Winterspielen 2018 in Pyeongchang ging er als Olympischer Athlet aus Russland an den Start und startete in allen drei Wettbewerben. Im Einzelwettbewerb auf der Normalschanze belegte er den 24. Platz und im Einzelwettbewerb auf der Großschanze den 29. Platz. Mit der russischen Mannschaft wurde er im Mannschaftswettbewerb auf der Großschanze Siebter.
Bei den Weltmeisterschaften 2019 in Seefeld in Tirol wurde er mit der russischen Männermannschaft Neunter im Mannschaftswettbewerb, nachdem er zuvor im Einzelwettbewerb von der Großschanze in der Qualifikation gescheitert war.

## Privates
Kornilow wohnt mit seiner Frau und seinem Kind in Nischni Nowgorod.

## Erfolge

### Weltcup-Platzierungen
| Saison  | Platz | Punkte |
| ------- | ----- | ------ |
| 2003/04 | 63.   | 013    |
| 2004/05 | 56.   | 023    |
| 2005/06 | 45.   | 041    |
| 2006/07 | 19.   | 282    |
| 2007/08 | 22.   | 247    |
| 2008/09 | 30.   | 146    |
| 2009/10 | 60.   | 026    |
| 2010/11 | 36.   | 106    |
| 2011/12 | 20.   | 251    |
| 2012/13 | 32.   | 190    |
| 2013/14 | 57.   | 053    |
| 2014/15 | 73.   | 006    |
| 2015/16 | 62.   | 012    |
| 2016/17 | 39.   | 077    |
| 2017/18 | 42.   | 046    |
| 2020/21 | 68.   | 005    |

### Grand-Prix-Platzierungen
| Saison | Platz | Punkte |
| ------ | ----- | ------ |
| 2005   | 44.   | 024    |
| 2006   | 21.   | 103    |
| 2007   | 14.   | 151    |
| 2008   | 25.   | 089    |
| 2009   | 04.   | 293    |
| 2010   | 24.   | 084    |
| 2011   | 14.   | 195    |
| 2012   | 75.   | 007    |
| 2013   | 25.   | 111    |
| 2014   | 52.   | 027    |
| 2015   | 16.   | 152    |
| 2016   | 30.   | 081    |
| 2017   | 12.   | 164    |
| 2018   | 58.   | 018    |